# Qwant Mail
Qwant Mail est un service de messagerie en ligne français encore à l'état de projet qui comme tous les autres services de Qwant se voudra respectueux de la vie privée de ses utilisateurs.

## Description
Initialement prévu pour septembre 2018 puis repoussé au premier semestre 2019, puis prévu pour début 2020, le lancement de Qwant Mail n'est finalement plus annoncé. Ce retard est dû au fait que des problèmes de sécurisation sur le chiffrement des mails ont été repérés. Qwant préfère ainsi repousser la date de sortie du service et avoir un service totalement sécurisé.
Le 10 janvier 2020, le site web NextINpact révèle des détails sur les problèmes de sécurité auxquels Qwant Mail a dû faire face, notamment une fuite des identifiants root pour accéder au projet et de nombreuses autres failles causées par Linagora, qui conçoit OpenPaaS, le service sur lequel Qwant se base pour concevoir son mail.
Toujours selon NextInpact, la date de sortie aurait été une énième fois reporté, cette fois-ci pour l'été 2020.

## Chronologie
Qwant Mail est annoncé pour septembre 2018.
La mise en service est repoussée au premier semestre 2019.
Le 15 janvier 2020, Jean-Claude Ghinozzi annonce que Qwant Mail devrait sortir « dans les prochaines semaines ». Le service est en cours « de finalisation ».
En 2022, le duo directif (à savoir Raphaël Auphan, et Corinne Lejbowicz), a fait savoir au journal La Tribune, qu'ils ont cessé de vouloir construire une alternative souveraine à Google, et qu'ils souhaitent plûtot bâtir un écosystème de navigation privée et sécurisée sur Internet, par ailleurs ils ont annoncé l'abandon (ou l'arrêt de développement) de nombreux services dont Qwant Mail.